# Carlos Ortiz de Lucas-Baquero
Carlos Ortiz de Lucas-Baquero (Madrid, 8 de enero de 1991) es un empresario, abogado y asesor de startups español, reconocido por haber cofundado la cadena de restauración Aloha Poké y el board de asesores xQuad, y por su vinculación con las empresas Envapro, Goggo Network y Star Robotics.

## Biografía

### Inicios y formación académica
Ortiz nació en Madrid el 8 de enero de 1991. Cursó derecho y administración de empresas en la Universidad Autónoma de Madrid, graduándose en 2015. Dos años atrás había realizado una estancia Erasmus en la Escuela de Negocios de la Universidad de Aarhus en Dinamarca. En 2018 cursó una maestría de acceso a la abogacía en la Universidad Internacional de Valencia.  Otras de sus credenciales académicas incluyen una certificación EFA II como asesor financiero europeo por la Asociación Europea de Asesores Financieros y un certificado como especialista en banca y finanzas, otorgado por el Instituto de Estudios Bursátiles.

### Aloha Poké y Goggo Network
Inició su carrera a mediados de la década de 2010 como consultor en Deloitte Madrid, especializándose en cumplimiento normativo y control de riesgo. En una entrevista para el periódico digital The Objective, Ortiz contó que, tras viajar a Los Ángeles en 2016 y conocer el plato típico hawaiano conocido como poke, decidió cofundar con su socio Guillermo Fuente Gil la cadena de restauración Aloha Poké. De acuerdo con el periódico Madridiario, bajo el liderazgo de Ortiz la marca alcanzó «ocho millones de facturación anual, abrió treinta locales por todo España y llegó a contar con más de 150 empleados».
En 2022 se vinculó a Goggo Network como jefe de operaciones comerciales. La compañía, con sedes en Madrid, Berlín y París, se dedica a impulsar proyectos de movilidad autónoma y fue responsable del lanzamiento de «Goggo Cart», el primer food truck autónomo en circular por España. Su labor en Goggo Network es «liderar la implantación de proyectos de movilidad autónoma y gestionar alianzas estratégicas y las licencias necesarias» para operar dichas tecnologías.

### Star Robotics, Envapro y xQuad
En 2023 se vinculó como jefe de operaciones comerciales en Star Robotics, una empresa de robótica especializada en inspección y vigilancia. El mismo año formó junto con los emprendedores y consultores Enrique Sánchez, Carmen Brioso y Pablo Ortuño la compañía xQuad, descrita por el medio El Confidencial Digital como «el primer Board of Advisors español especializado en empresas emergentes». En septiembre de 2024 se convirtió en director de estrategia de Envapro, compañía dedicada a la producción de envases para restauración, hostelería y catering que suerte a compañías como Sodexo, Starbucks, Alsea y Starbucks y que ha proporcionado sus productos en situaciones de emergencia como la pandemia de COVID-19, la borrasca Filomena, la invasión rusa de Ucrania o las inundaciones de la DANA en España.

### Otros proyectos
En 2013 participó como voluntario en el área rural de Nom Pen en Camboya como parte de un proyecto de monitoreo de la filial española de la ONG francesa Por la Sonrisa de un Niño (PSE). Desde 2023 se desempeña como profesor asociado en la ESIC University en Madrid, impartiendo asignaturas asociadas a la innovación y el emprendimiento. También fue nombrado LinkedIn Top Voice por su repercusión en esta red social.